# Anstiftung (Deutschland)
Die Anstiftung ist ein Institut des Strafrechtes Deutschlands. Demnach wird als Anstifter gleich einem Täter bestraft, wer vorsätzlich einen anderen zu dessen vorsätzlich begangener rechtswidriger Tat bestimmt (§ 26 StGB). Die Anstiftung ist neben der Beihilfe (§ 27 StGB) eine Form der Teilnahme an einer Straftat.
Der Strafgrund für die Anstiftung ist nach herrschender Meinung die Verursachung einer Rechtsgutsverletzung/-gefährdung, nicht die Verstrickung eines anderen in Schuld und Unrecht.

## Anforderungen an die Haupttat
Der angestiftete Haupttäter muss eine vorsätzliche rechtswidrige Haupttat begehen. Aus § 11 StGB ergibt sich, dass eine rechtswidrige Tat immer auch eine tatbestandsmäßige Tat sein muss („nur eine solche, die den Tatbestand eines Strafgesetzes erfüllt“), also eine Tat, die alle objektiven und subjektiven Tatbestandsmerkmale eines Straftatbestands erfüllt.
Ob der Haupttäter auch schuldhaft gehandelt hat, ist unbeachtlich (sogenannte limitierte Akzessorietät). Dies ergibt sich aus dem Wortlaut des § 26 StGB („… rechtswidriger Tat…“) und dem Grundsatz, dass jeder gemäß seiner eigenen Schuld zu bestrafen ist (§ 29 StGB).
Eine erfolglose und somit lediglich versuchte Anstiftung ist nur im Fall eines beabsichtigten Verbrechens gemäß § 30 StGB (Versuch der Beteiligung) strafbar,  bei einem beabsichtigten Vergehen dagegen straflos (Wortlaut des § 26 StGB: „… wer vorsätzlich einen anderen zu dessen vorsätzlich begangener rechtswidriger Tat bestimmt hat“).
Von der versuchten (erfolglosen) Anstiftung des Haupttäters ist aber die Anstiftung zum Versuch des Haupttäters zu unterscheiden. Wenn jemand einen Haupttäter zu dessen Versuch anstiftet, ist die Anstiftung insofern erfolgreich: Auch eine versuchte Tat ist eine mögliche Haupttat. Die Anstiftung zum Versuch ist daher auch dann strafbar, wenn die Haupttat ein Vergehen ist, solange bei der Haupttat der Versuch auch strafbar ist.

## Anstiftungshandlung („Bestimmen“)
Als Anstifter wird gleich einem Täter bestraft, wer vorsätzlich einen anderen zu dessen vorsätzlich begangener rechtswidriger Tat bestimmt hat (§ 26 StGB). Was darunter zu verstehen sei, ist in der rechtswissenschaftlichen Literatur schon lange umstritten. Der Bundesgerichtshof und die herrschende Meinung in der Literatur verstehen darunter jegliches Hervorrufen eines Tatentschlusses. Hiernach reicht also die Herbeiführung einer verlockenden Situation gegebenenfalls aus. Nach anderen Ansichten soll beispielsweise eine Kommunikation mit dem Haupttäter erforderlich sein oder sogar ein Unrechtspakt (Kollusion).
Unschädlich ist eine bloße Tatgeneigtheit des anderen. Wer bereits zu einer Straftat fest entschlossen ist, kann schon begrifflich nicht mehr dazu angestiftet werden. Der von Juristen verwendete lateinische Fachbegriff hierfür lautet omnimodo facturus (auch alias facturus). Auch in diesen Fällen liegt nur ein (bei Vergehen straffreier) Versuch einer Anstiftung vor. Zu denken ist in diesen Fällen allerdings an eine psychische Beihilfe oder den stets strafbaren Anstiftungsversuch zu einem Verbrechen, § 30 StGB.

## Vorsatz hinsichtlich der Haupttat und Wille zur Rechtsgutsverletzung
Der Anstifter muss auch die verübte Haupttat gewollt (in seinen Vorsatz aufgenommen) haben.
Ein agent provocateur (Lockspitzel) will nicht die Beendigung der Haupttat und eine Verletzung des geschützten Rechtsgutes (wie Eigentum oder körperliche Unversehrtheit), sondern nur deren Versuch (oder ggf. nur deren formelle Vollendung ohne eine tatsächliche Rechtsgutsverletzung, im Einzelnen umstritten). Er ist hiernach nicht als Anstifter zu bestrafen, denn der Strafgrund der Anstiftung liegt in der Verursachung einer Rechtsgutsverletzung oder -gefährdung. Dies gilt auch für Verdeckte Ermittler.

## Vorsatz hinsichtlich der Anstiftungshandlung
Der Vorsatz des Anstifters muss auch die Anstiftungshandlung (das Bestimmen) selbst umfassen. Probleme gibt es hier, wenn jemand einen anderen zu seinem (z. B. vorsatzlosen) Werkzeug im Sinne einer mittelbaren Täterschaft machen möchte, dieser das aber durchschaut und vorsätzlich die Haupttat verübt. Wer jemanden zu seinem (abhängigen) Werkzeug macht, tut mehr als ein Anstifter. Somit soll der Wille, jemanden zu einer Straftat anzustiften, im Willen, jemanden zu seinem Werkzeug zu machen, enthalten sein.

## Strafrahmen/Strafrahmenverschiebung
Das StGB legt in § 26 fest, dass der Anstifter gleich einem Täter zu bestrafen ist. Eine gesetzliche Strafmilderung ist also (im Gegensatz zur Beihilfe) nicht vorgesehen. Die Strafe für den Anstifter ist gegenüber dem Täter trotz fehlender Tatherrschaft nicht zu mildern, da der Anstifter die „Initialzündung“ für die Haupttat gegeben hat und es ohne ihn nie zu der Gefährdung des geschützten Rechtsgutes gekommen wäre. Die tatsächliche Strafe für den Anstifter kann allerdings in bestimmten Fällen höher oder niedriger sein als beim Haupttäter der konkreten Haupttat (vgl. zur Strafrahmenverschiebung § 28 und § 29 StGB).